# Microssonda eletrônica

Um microanalisador de sonda eletrônica "Microscan" da Cambridge Scientific Instrument Company baseado em um projeto de Peter Duncumb. Este modelo está alojado no Museu de Tecnologia de Cambridge

Uma microssonda eletrônica (EMP), também conhecida como microanalisador de sonda eletrônica (EPMA) ou analisador de microssonda eletrônica (EMPA), é uma ferramenta analítica usada para determinar de forma não destrutiva a composição química de pequenos volumes de materiais sólidos. Funciona de forma semelhante a um microscópio eletrônico de varredura: a amostra é bombardeada com um feixe de elétrons, emitindo raios X em comprimentos de onda característicos dos elementos que estão sendo analisados. Isto permite que as abundâncias de elementos presentes em pequenos volumes de amostra (normalmente 10-30 micrômetros cúbicos ou menos) sejam determinadas, quando uma tensão de aceleração convencional de 15-20 kV é usada. As concentrações de elementos, desde o lítio ao plutônio, podem ser medidas em níveis tão baixos como 100 partes por milhão (ppm), dependendo do material, embora com cuidado, sejam possíveis níveis abaixo de 10 ppm. A capacidade de quantificar o lítio por EPMA tornou-se realidade em 2008.